# Gerd Schellhase
Gerd Schellhase (* 13. Februar 1950) war Fußballspieler in der DDR-Oberliga, der höchsten ostdeutschen Fußballklasse. Er spielte dort für Vorwärts Stralsund und Motor Suhl. 
Die Betriebssportgemeinschaft Turbine Magdeburg stand am Beginn der Fußball-Laufbahn von Gerd Schellhase. Ab 1969 spielte Schellhase mit der Männermannschaft in der drittklassigen Bezirksliga Magdeburg. Als 1969 die 2. Mannschaft des 1. FC Magdeburg in die zweitklassige DDR-Liga aufstieg, holte sich der Klub den 19-jährigen Stürmer als Verstärkung seiner Reserve. Von den 30 Punktspielen der 2. Mannschaft bestritt Schellhase 18 Begegnungen, in denen er fast ausnahmslos als Linksaußenstürmer eingesetzt wurde. Am Ende der Saison stieg das Team abgeschlagen aus der DDR-Liga wieder ab und Schellhase fand sich in der Bezirksliga wieder, denn in der 1. Mannschaft fand man für ihn keine Verwendung. 
Im Zusammenhang mit der Absolvierung seines Wehrdienstes wechselte Schellhase im Herbst 1971 zur Armeesportgemeinschaft und dem Oberligaaufsteiger Vorwärts Stralsund. Dort kam er am 30. Oktober 1971 im Punktspiel bei Hansa Rostock (1:5-Niederlage) zu seinem ersten Oberligaeinsatz. Vom 7. Spieltag an hatte der 1,73 m große Schellhase einen Stammplatz als Linksaußenstürmer sicher und hatte am Ende der Saison 20 Punktspiele in der Oberliga bestritten. Er musste jedoch auch den zweiten Abstieg seiner Laufbahn hinnehmen, denn auch Vorwärts Stralsund stieg nach einem Jahr ebenfalls abgeschlagen wieder ab. Trotzdem blieb Schellhase noch eine weitere Spielzeit in Stralsund, wechselte danach aber 1973 zum DDR-Ligisten Motor Suhl. Abgesehen von einem kurzen Zwischenspiel zwischen 1979 und 1980, als er beim Bezirksligisten Lok Schleusingen als Spielertrainer wirkte, blieb Schellhase bis 1986 bei den Suhlern. In der Saison 1976/77 war er mit zehn Treffern bester Torschütze der Suhler Mannschaft geworden. 
In der Saison 1983/84 gelang Motor Suhl der Aufstieg in die Oberliga. Von den 22 Punkt- und acht Aufstiegsspielen bestritt Schellhase 29 Begegnungen und steuerte zwei Tore bei. Vom 3. Oberliga-Spieltag an hatte sich Schellhase auf seiner Standardposition Linksaußenstürmer etabliert und kam 1984/85 auf 16 Einsätze in der ersten Liga. Allerdings blieb ihm das Abstiegs-Schicksal treu. Auch Suhl konnte die Klasse nicht halten und stieg ebenfalls nach einem Jahr wieder ab. Schellhase spielte noch eine Saison in der DDR-Liga, danach nahm er 36-jährig im Sommer 1986 Abschied vom aktiven Fußball. 